# Lézat-sur-Lèze
Pour les articles homonymes, voir Lézat.
Lézat-sur-Lèze est une commune française située dans le nord du département de l'Ariège, en région Occitanie. Sur le plan historique et culturel, la commune fait partie du Pédaguès, ancienne appellation remplacée au XXIe siècle par la dénomination géographique de Terrefort ariégeois, constitué des terreforts de Pamiers et de Saverdun, sur la rive gauche de l'Ariège.
Exposée à un climat océanique altéré, elle est drainée par la Lèze, l'Aunat, la Criquonne, la Rijolle, le Rosé et par divers autres petits cours d'eau.
Lézat-sur-Lèze est une commune rurale qui compte 2 341 habitants en 2022, après avoir connu une forte hausse de la population depuis 1975. Elle fait partie de l'aire d'attraction de Toulouse. Ses habitants sont appelés les Lézatois ou Lézatoises.

## Géographie

### Localisation
1. Carte dynamique
2. Carte Openstreetmap
3. Carte topographique
4. Carte avec les communes environnantes

La commune de l'aire d'attraction de Toulouse située dans la vallée de la Lèze. C’est la commune la plus au nord du département ; elle se situe dans une avancée de l’Ariège dans le département de la Haute-Garonne, dont elle est limitrophe. Elle est traversée par l’ancienne route nationale 626 (nouvelle route départementale 919).
La commune s’inscrit dans le Pays des Portes d'Ariège-Pyrénées.

### Communes limitrophes
Lézat-sur-Lèze est limitrophe de huit autres communes dont sept dans le département de la Haute-Garonne.
Les communes limitrophes sont Saint-Ybars, Castagnac, Esperce, Gaillac-Toulza, Lacaugne, Latrape, Montgazin et Saint-Sulpice-sur-Lèze.
| Montgazin (Haute-Garonne) | Saint-Sulpice-sur-Lèze (Haute-Garonne) | Esperce (Haute-Garonne)        |
| Lacaugne (Haute-Garonne)  | Lézat-sur-Lèze                         | Gaillac-Toulza (Haute-Garonne) |
| Latrape (Haute-Garonne)   | Castagnac (Haute-Garonne)              | Saint-Ybars                    |

### Géologie et relief
La commune est située dans le Bassin aquitain, le deuxième plus grand bassin sédimentaire de la France après le Bassin parisien, certaines parties étant recouvertes par des formations superficielles. Les terrains affleurants sur le territoire communal sont constitués de roches sédimentaires datant du Cénozoïque, l'ère géologique la plus récente sur l'échelle des temps géologiques, débutant il y a 66 millions d'années. La structure détaillée des couches affleurantes est décrite dans la feuille « n°1034 - Cazères » de la carte géologique harmonisée au 1/50 000ème du département de l'Ariège, et sa notice associée.
La superficie cadastrale de la commune publiée par l’Insee, qui sert de références dans toutes les statistiques, est de 40,13 km2,. La superficie géographique, issue de la BD Topo, composante du Référentiel à grande échelle produit par l'IGN, est quant à elle de 40,45 km2.  L'altitude du territoire varie entre 197 m et 315 m.

### Hydrographie

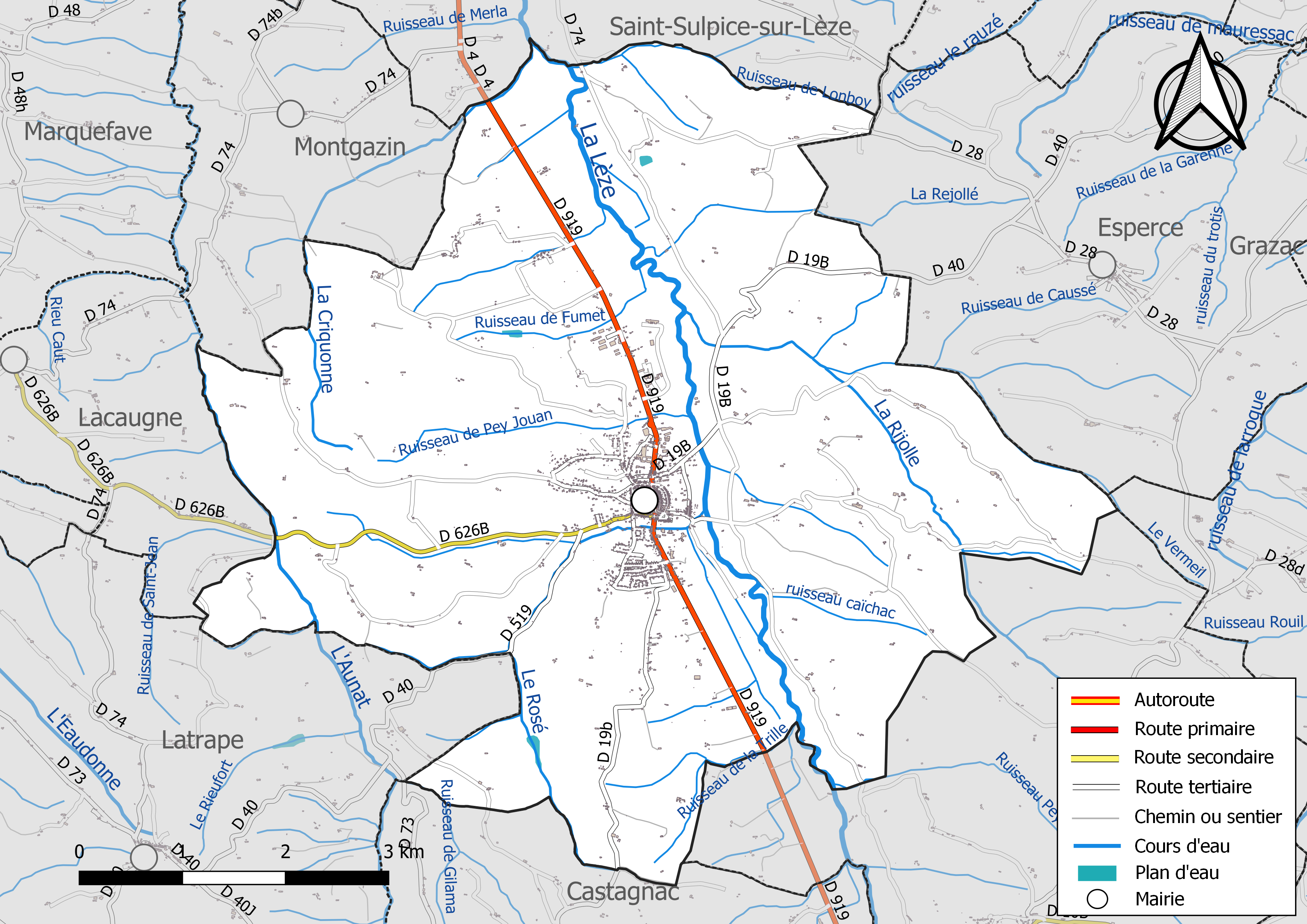
Réseaux hydrographique et routier de Lézat-sur-Lèze.

La commune est dans le bassin versant de la Garonne, au sein du bassin hydrographique Adour-Garonne. Elle est drainée par la Lèze, l'Aunat, la Criquonne, la Rijolle, le Rosé, la Rejollé, le Vermeil, le ruisseau caïchac, le ruisseau de Fumet, le ruisseau de Gilama, le ruisseau de la Trille, le ruisseau de l'Olivier, le ruisseau de Lonboy, le ruisseau de Paillès, et par divers petits cours d'eau, constituant un réseau hydrographique de 59 km de longueur totale,.
La Lèze, d'une longueur totale de 70,2 km, prend sa source dans la commune de La Bastide-de-Sérou et s'écoule du sud vers le nord. Elle traverse la commune et se jette dans l'Ariège à Labarthe-sur-Lèze, après avoir traversé 20 communes.
L'Aunat, d'une longueur totale de 21,7 km, prend sa source dans la commune de Sieuras et s'écoule du sud vers le nord. Il traverse la commune et se jette dans la Garonne à Montaut, après avoir traversé 13 communes.

### Climat
Pour des articles plus généraux, voir Climat de l'Occitanie et Climat de l'Ariège.
En 2010, le climat de la commune est de type climat du Bassin du Sud-Ouest, selon une étude s'appuyant sur une série de données couvrant la période 1971-2000. En 2020, Météo-France publie une typologie des climats de la France métropolitaine dans laquelle la commune est dans une zone de transition entre le climat océanique altéré et le climat de montagne et est dans la région climatique Pyrénées centrales, caractérisée par une pluviométrie annuelle de 1 000 à 1 200 mm.
Pour la période 1971-2000, la température annuelle moyenne est de 13 °C, avec une amplitude thermique annuelle de 15,8 °C. Le cumul annuel moyen de précipitations est de 765 mm, avec 9,6 jours de précipitations en janvier et 5,6 jours en juillet. Pour la période 1991-2020, la température moyenne annuelle observée sur la station météorologique la plus proche, située sur la commune de Saint-Ybars à 5 km à vol d'oiseau, est de 13,6 °C et le cumul annuel moyen de précipitations est de 796,5 mm,. Pour l'avenir, les paramètres climatiques de la commune estimés pour 2050 selon différents scénarios d'émission de gaz à effet de serre sont consultables sur un site dédié publié par Météo-France en novembre 2022.

## Urbanisme

### Typologie
Au 1er janvier 2024, Lézat-sur-Lèze est catégorisée bourg rural, selon la nouvelle grille communale de densité à 7 niveaux définie par l'Insee en 2022.
Elle est située hors unité urbaine. Par ailleurs la commune fait partie de l'aire d'attraction de Toulouse, dont elle est une commune de la couronne,. Cette aire, qui regroupe 527 communes, est catégorisée dans les aires de 700 000 habitants ou plus (hors Paris),.

### Occupation des sols

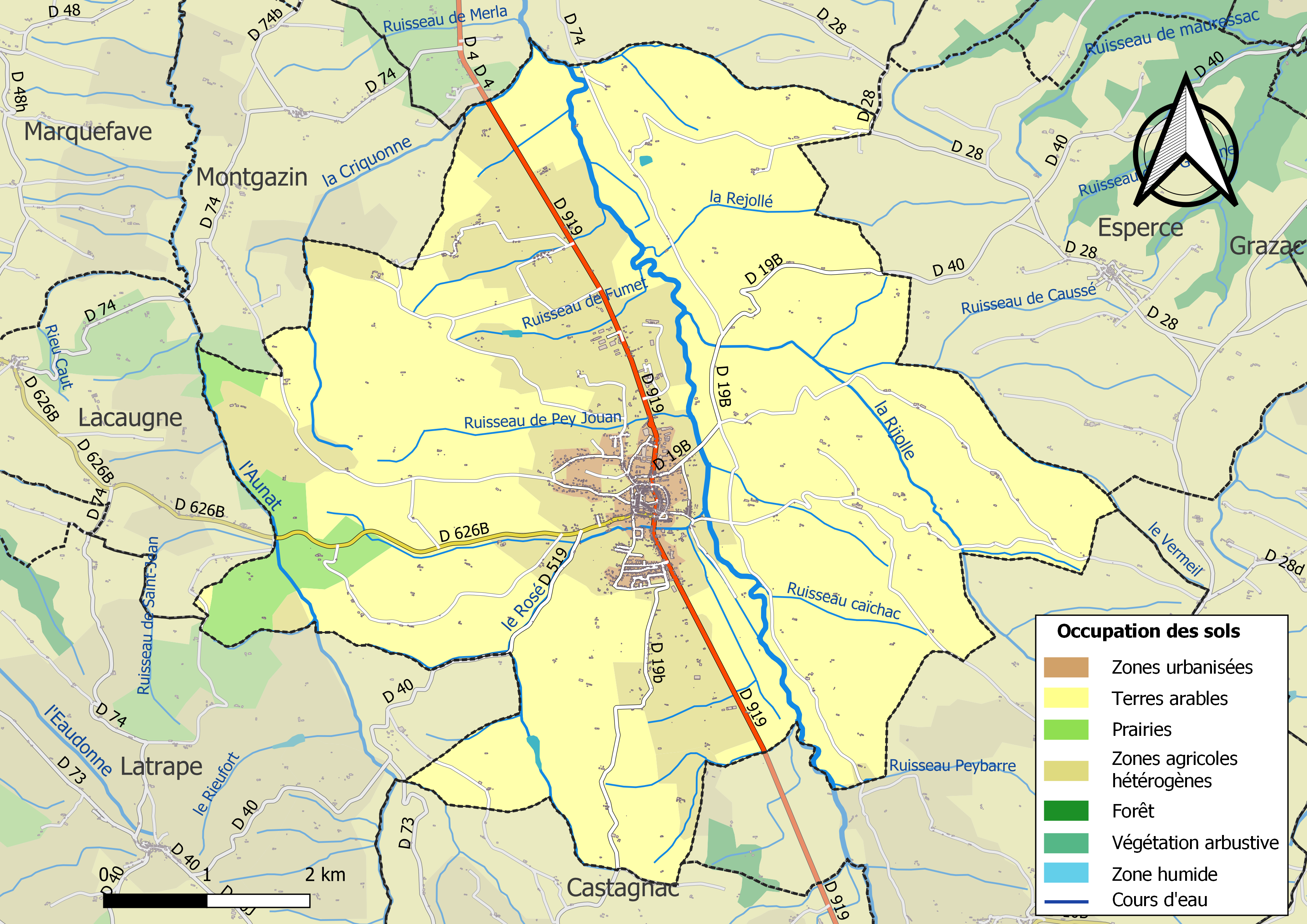
Carte des infrastructures et de l'occupation des sols de la commune en 2018 (CLC).

L'occupation des sols de la commune, telle qu'elle ressort de la base de données européenne d’occupation biophysique des sols Corine Land Cover (CLC), est marquée par l'importance des territoires agricoles (97,1 % en 2018), en diminution par rapport à 1990 (98,3 %). La répartition détaillée en 2018 est la suivante : 
terres arables (73,7 %), zones agricoles hétérogènes (20,3 %), prairies (3 %), zones urbanisées (2,9 %). L'évolution de l’occupation des sols de la commune et de ses infrastructures peut être observée sur les différentes représentations cartographiques du territoire : la carte de Cassini (XVIIIe siècle), la carte d'état-major (1820-1866) et les cartes ou photos aériennes de l'IGN pour la période actuelle (1950 à aujourd'hui).

### Habitat et logement
En 2018, le nombre total de logements dans la commune était de 1 263, alors qu'il était de 1 209 en 2013 et de 1 149 en 2008.
Parmi ces logements, 83,8 % étaient des résidences principales, 5,3 % des résidences secondaires et 10,9 % des logements vacants. Ces logements étaient pour 88,3 % d'entre eux des maisons individuelles et pour 11,5 % des appartements.
Le tableau ci-dessous présente la typologie des logements à Lézat-sur-Lèze en 2018 en comparaison avec celle de l'Ariège et de la France entière. Une caractéristique marquante du parc de logements est ainsi une proportion de résidences secondaires et logements occasionnels (5,3 %) inférieure à celle du département (24,6 %) mais supérieure à celle de la France entière (9,7 %). Concernant le statut d'occupation de ces logements, 69,1 % des habitants de la commune sont propriétaires de leur logement (69,1 % en 2013), contre 66,3 % pour l'Ariège et 57,5 % pour la France entière.
| Typologie                                               | Lézat-sur-Lèze | Ariège | France entière |
| ------------------------------------------------------- | -------------- | ------ | -------------- |
| Résidences principales (en %)                           | 83,8           | 65,7   | 82,1           |
| Résidences secondaires et logements occasionnels (en %) | 5,3            | 24,6   | 9,7            |
| Logements vacants (en %)                                | 10,9           | 9,7    | 8,2            |

### Voies de communication et transports
- Par la route : ancienne route nationale 626
- Par l'autobus : la ligne 358 du réseau Arc-en-Ciel dessert la commune.
- Par le train : TER Midi-Pyrénées, gare de Carbonne sur la ligne de Toulouse à Bayonne ou Gare d'Auterive sur la ligne de Portet-Saint-Simon à Puigcerda (frontière).
- Par l'avion : aéroport de Toulouse-Blagnac.

### Risques majeurs

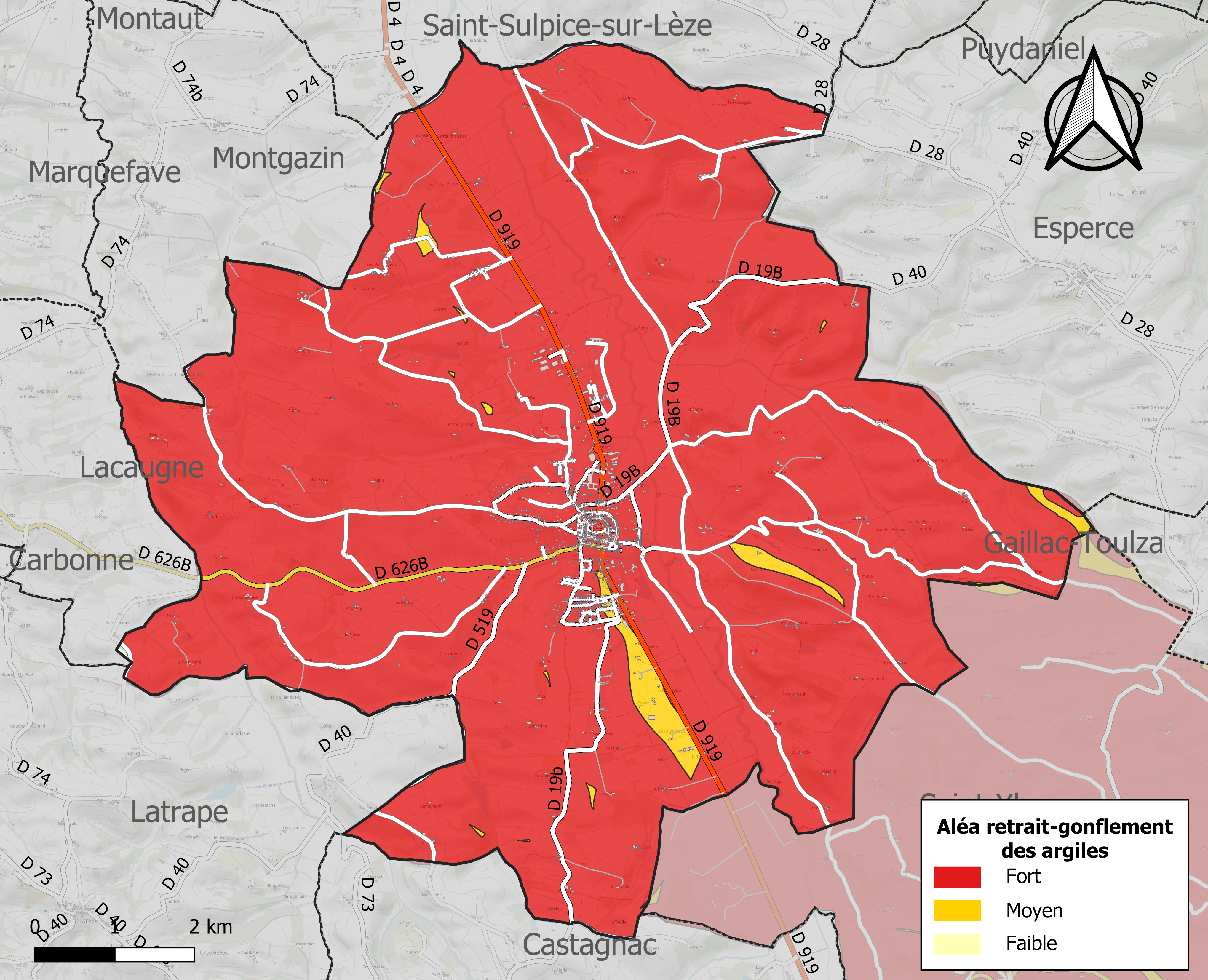
Zonage de l'aléa retrait-gonflement des argiles sur la commune de Lézat-sur-Lèze.

Le territoire de la commune de Lézat-sur-Lèze est vulnérable à différents aléas naturels : inondations, climatiques (grand froid ou canicule), mouvements de terrains et séisme (sismicité faible),.
Certaines parties du territoire communal sont susceptibles d’être affectées par le risque d’inondation par débordement, crue torrentielle d'un cours d'eau, le Lèze, ou ruissellement d'un versant. L’épisode de crue le plus marquant dans le département reste sans doute celui de 1875. Parmi les inondations marquantes plus récentes concernant la Lèze figurent les crues de 1977, de 1992, de 1993, de 2000 et de 2007.
Les mouvements de terrains susceptibles de se produire sur la commune sont soit des glissements de terrains soit des mouvements liés au retrait-gonflement des argiles. Près de 50 % de la superficie du département est concernée par l'aléa retrait-gonflement des argiles, dont la commune de Lézat-sur-Lèze. L'inventaire national des cavités souterraines permet par ailleurs de localiser celles situées sur la commune.
Ces risques naturels sont pris en compte dans l'aménagement du territoire de la commune par le biais d'un plan de prévention des risques (PPR) inondation et mouvement de terrain approuvé le 23 novembre 2010.

## Histoire
L'histoire de Lézat est liée à son abbaye bénédictine Saint-Antoine-et-Saint-Pierre, son abbatiale est devenue l'église Saint-Jean-Baptiste et les restes de l'abbaye sont occupés par la mairie dont le rayonnement est très important dans la région (Ariège, Aude et Haute-Garonne). Jusqu'à la Révolution française, Lézat faisait partie du diocèse de Rieux (Rieux-Volvestre) et du comté de Foix. Voir cartes de Cassini.
Les vestiges archéologiques attestent de la présence humaine à Lézat dès l'époque néolithique (5000 à 2000 ans avant J.-C.). Des fouilles entreprises par Urbain Gondal (1905-1975), historien, ont mis au jour quelques mosaïques gallo-romaines, des pièces de monnaie dont un valentinius.
La commune est riche en établissements ruraux gallo-romains.
La légende raconte qu'en l'an 842, Aton-Benoît, vicomte de Béziers, fonde un monastère à Lézat, placé sous le vocable de Saint-Pierre, et soumis à la règle de Saint Benoît. Des sources historiques situent sa création plutôt vers l'an 940, sous l'impulsion d'un vicomte toulousain Aton-Benoît, apparenté à la puissante maison de Carcassonne. Au milieu du Xe siècle, la puissance de ce monastère s'étend sur 6 comtés, 5 abbayes,12 églises, 22 villes, dominant le Sud toulousain jusqu'à Saint-Béat. En 1073, il est rattaché à l'ordre de Cluny et bénéficie de son rayonnement culturel, religieux, artistique, il ne doit obéissance qu'au Pape et à lui seul.
Commence alors une grande rivalité avec l'abbaye de Moissac. Roger II, comte de Foix, de retour de la première Croisade apporte les reliques de Saint Antoine, l'Égyptien, l'ermite du désert (251-356), à l'abbé de Lézat Odon de Bagéras (25e abbé). En 1114, une procession portant les reliques sur Toulouse, s'arrête au niveau de Beaumont. La châsse contenant les reliques est si lourde que les porteurs ne peuvent plus la transporter et les reliques de Saint Antoine retourneront à Lézat.
Le village devient alors un lieu de guérison du « feu de Saint Antoine ». Une source intarissable apaise ceux qui souffrent, abritée par l'ermitage de St Antoine. Une petite chapelle romane, paroissiale, populaire (différente de l'abbaye St Pierre - St Antoine, siège du pouvoir politique et religieux) s'agrandit et devient l'église paroissiale Saint-Jean-Baptiste. En 1242, l'abbaye Saint- Pierre-Saint-Antoine subit des pillages successifs et se met sous la protection du comte de Foix. L'abbé Pierre de Dalbs signe un paréage avec Roger IV de Foix, en échange d'un partage des revenus du monastère.
L'abbé Hunaut de Lanta octroie à la ville une charte des coutumes qui régit l'organisation de la cité, le commerce, la police, la circulation des personnes et des biens, délimitant une zone de « sauveté » à l'intérieur de laquelle toute personne est en sécurité.
Au XIVe siècle, l'église paroissiale Saint-Jean-Baptiste sera agrandie. Lézat accueillera en 1309 le pape Clément V qui fut évêque de Comminges.
Au XVIe siècle, deux hôpitaux seront construits pour accueillir gratuitement les malades.
Henri IV descendra à plusieurs reprises dans le château des Batac de Cachac.
Avec la Révolution, le décret de suppression et d'extinction est signé le 15 avril 1790 par le dernier évêque de Rieux, Joseph de Lastic. L’abbaye est vendue en adjudication au district de Mirepoix le 19 août 1791.
Les reliques de saint Antoine, les panneaux appartenant à la chapelle de Saint-Antoine, située dans l'abbatiale Saint-Pierre-Saint-Antoine, seront transportés dans l'église paroissiale Saint-Jean-Baptiste, le jour de Noël 1794.
Vendue en lots de pierres, l'église abbatiale sera démontée. Les pierres seront réutilisées en réemploi pour la construction des maisons des particuliers. Seuls resteront encore visibles, une partie de l'escalier à vis accédant au clocher, la sacristie avec l'ouverture romane aux colonnes géminées, un mur du XIVe siècle, ainsi que le monastère, devenu depuis l'hôtel de ville. Le lot des pierres du chœur sera racheté par le meunier François Page pour construire un second moulin sur le Pech de la Garde.
Une relique supposée de Sainte Apollonie, patronne des dentistes, est conservée dans l'église du village, il s'agit d'une dent enchâssée sur un manche d'argent. La relique aurait le pouvoir de calmer les dents des bébés. La relique est apposée et frottée sur les gencives des enfants. De nos jours encore, ce rituel est pratiqué régulièrement.
De 1910 à 1938, la commune a bénéficié d'une gare de la ligne de Toulouse-Roguet à Sabarat à l'emplacement du collège François Verdier.

### Héraldique
| Lézat-sur-Lèze | Son blasonnement est : D'azur à trois tours d'argent, celle du milieu plus haute que les deux autres, rangées sur une terrasse de sinople. |

## Politique et administration

### Découpage territorial
La commune de Lézat-sur-Lèze est membre de la communauté de communes Arize Lèze, un établissement public de coopération intercommunale (EPCI) à fiscalité propre créé le 30 octobre 2016 dont le siège est à Le Fossat. Ce dernier est par ailleurs membre d'autres groupements intercommunaux.
Sur le plan administratif, elle est rattachée à l'arrondissement de Saint-Girons, au département de l'Ariège, en tant que circonscription administrative de l'État, et à la région Occitanie.
Sur le plan électoral, elle dépend du canton d'Arize-Lèze pour l'élection des conseillers départementaux, depuis le redécoupage cantonal de 2014 entré en vigueur en 2015, et de la deuxième circonscription de l'Ariège  pour les élections législatives, depuis le redécoupage électoral de 1986.

### Administration municipale
Le nombre d'habitants au recensement de 2017 étant compris entre 1 500 habitants et 2 499 habitants, le nombre de membres du conseil municipal pour l'élection de 2020 est de dix neuf,.

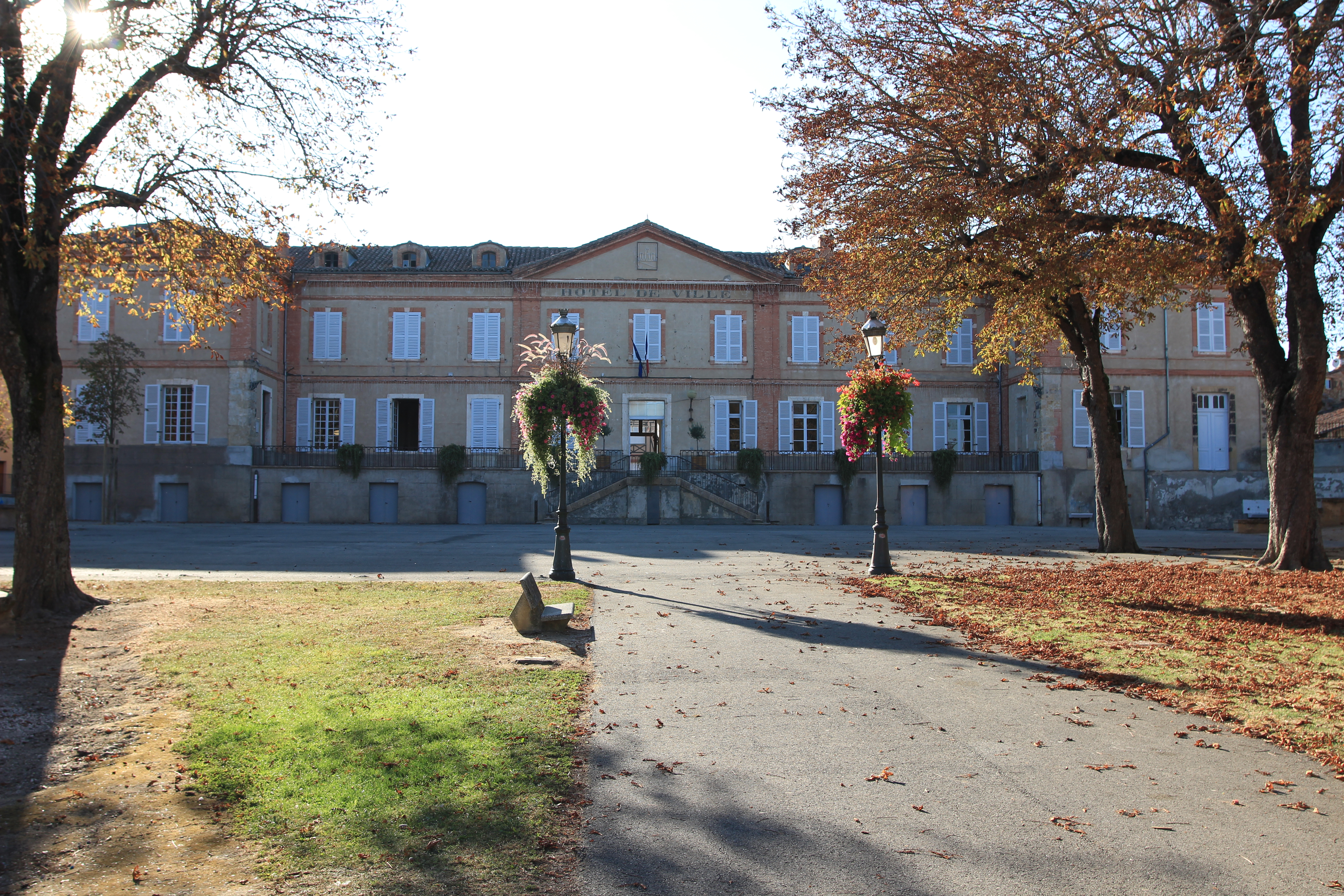
L'hôtel de ville.

### Liste des maires
| Période                                  | Période      | Identité                        | Étiquette | Qualité |
| ---------------------------------------- | ------------ | ------------------------------- | --------- | --- |
| Les données manquantes sont à compléter. |              |                                 |           | |
| 1804                                     | 1815         | Jean Delaperforme               |           | |
| 1815                                     | 1817         | Jean Pierre Joseph de Saint-Pol |           | |
| 1817                                     | 1822         | M. Gauban-Dumont                |           | |
| 1822                                     | 1839         | Jean Massot-Assie               |           | |
| 1839                                     | 1852         | François Chabrier               |           | |
| 1852                                     | 1865         | Adrien Gauban-Dumont            |           | |
| 1865                                     | 1869         | Jean-Antoine Page               |           | |
| 1870                                     | 1871         | Jean Touzet                     |           | |
| 1871                                     | 1882         | Philippe Borves                 |           | |
| 1882                                     | 1886         | M. Gaubay                       |           | |
| 1886                                     | 1893         | Jean Touzet                     |           | |
| 1893                                     | 1897         | Alban de Saint-Pol              |           | |
| 1896                                     | 1938         | Gérard Penent d'Izarn           | Rad.      | Notaire Conseiller général de Fossat (1907 → 1938) Président du conseil général de l'Ariège (1925 → 1938) Mort en fonction |
|                                          |              |                                 |           | |
| 1944                                     | 1945         | Joseph Pradeau                  |           | |
| 1945                                     | 1947         | Jean Bourrel                    | SFIO      | Conseiller général de Fossat (1945 → 1961)                                                                                 |
| 1947                                     | 1955         | Joseph Pradeau                  |           | |
| 1956                                     | janvier 1968 | Jean Pradeau                    |           | Mort en fonction |
| février 1968                             | juin 1995    | Roger Monereau                  |           | Artisan plâtrier peintre                                                                                                   |
| juin 1995                                | mars 2008    | Gilbert Sieurac,                |           | Ferrailleur |
| mars 2008                                | En cours     | Jean-Claude Courneil,           | PS        | Retraité Président de la CC de la Lèze (2016 → 2016) Président de la CC Arize Lèze (2022 → )                               |

### Jumelage
Ateca (Espagne) depuis 1997.

## Population et société

### Démographie
L'évolution du nombre d'habitants est connue à travers les recensements de la population effectués dans la commune depuis 1793. Pour les communes de moins de 10 000 habitants, une enquête de recensement portant sur toute la population est réalisée tous les cinq ans, les populations de référence des années intermédiaires étant quant à elles estimées par interpolation ou extrapolation. Pour la commune, le premier recensement exhaustif entrant dans le cadre du nouveau dispositif a été réalisé en 2005.

En 2022, la commune comptait 2 341 habitants, en évolution de +0,91 % par rapport à 2016 (Ariège : +1,48 %, France hors Mayotte : +2,11 %).
| 1793  | 1800  | 1806  | 1821  | 1831  | 1836  | 1841  | 1846  | 1851  |
| ----- | ----- | ----- | ----- | ----- | ----- | ----- | ----- | ----- |
| 2 560 | 2 522 | 2 575 | 2 539 | 2 752 | 2 818 | 2 934 | 2 869 | 2 855 |

| 1856  | 1861  | 1866  | 1872  | 1876  | 1881  | 1886  | 1891  | 1896  |
| ----- | ----- | ----- | ----- | ----- | ----- | ----- | ----- | ----- |
| 2 970 | 2 967 | 2 850 | 2 796 | 2 698 | 2 553 | 2 542 | 2 554 | 2 521 |

| 1901  | 1906  | 1911  | 1921  | 1926  | 1931  | 1936  | 1946  | 1954  |
| ----- | ----- | ----- | ----- | ----- | ----- | ----- | ----- | ----- |
| 2 379 | 2 561 | 2 508 | 2 123 | 2 061 | 2 027 | 2 018 | 1 914 | 1 547 |

| 1962  | 1968  | 1975  | 1982  | 1990  | 1999  | 2005  | 2006  | 2010  |
| ----- | ----- | ----- | ----- | ----- | ----- | ----- | ----- | ----- |
| 1 612 | 1 739 | 1 861 | 1 832 | 1 964 | 2 114 | 2 155 | 2 197 | 2 343 |

| 2015  | 2020  | 2022  | - | - | - | - | - | - |
| ----- | ----- | ----- | - | - | - | - | - | - |
| 2 329 | 2 360 | 2 341 | - | - | - | - | - | - |

| selon la population municipale des années : | 1968 | 1975 | 1982 | 1990 | 1999 | 2006 | 2009 | 2013 |
| Rang de la commune dans le département      | 13   | 12   | 12   | 13   | 12   | 14   | 13   | 14   |
| Nombre de communes du département           | 340  | 328  | 330  | 332  | 332  | 332  | 332  | 332  |

### Lieux et monuments

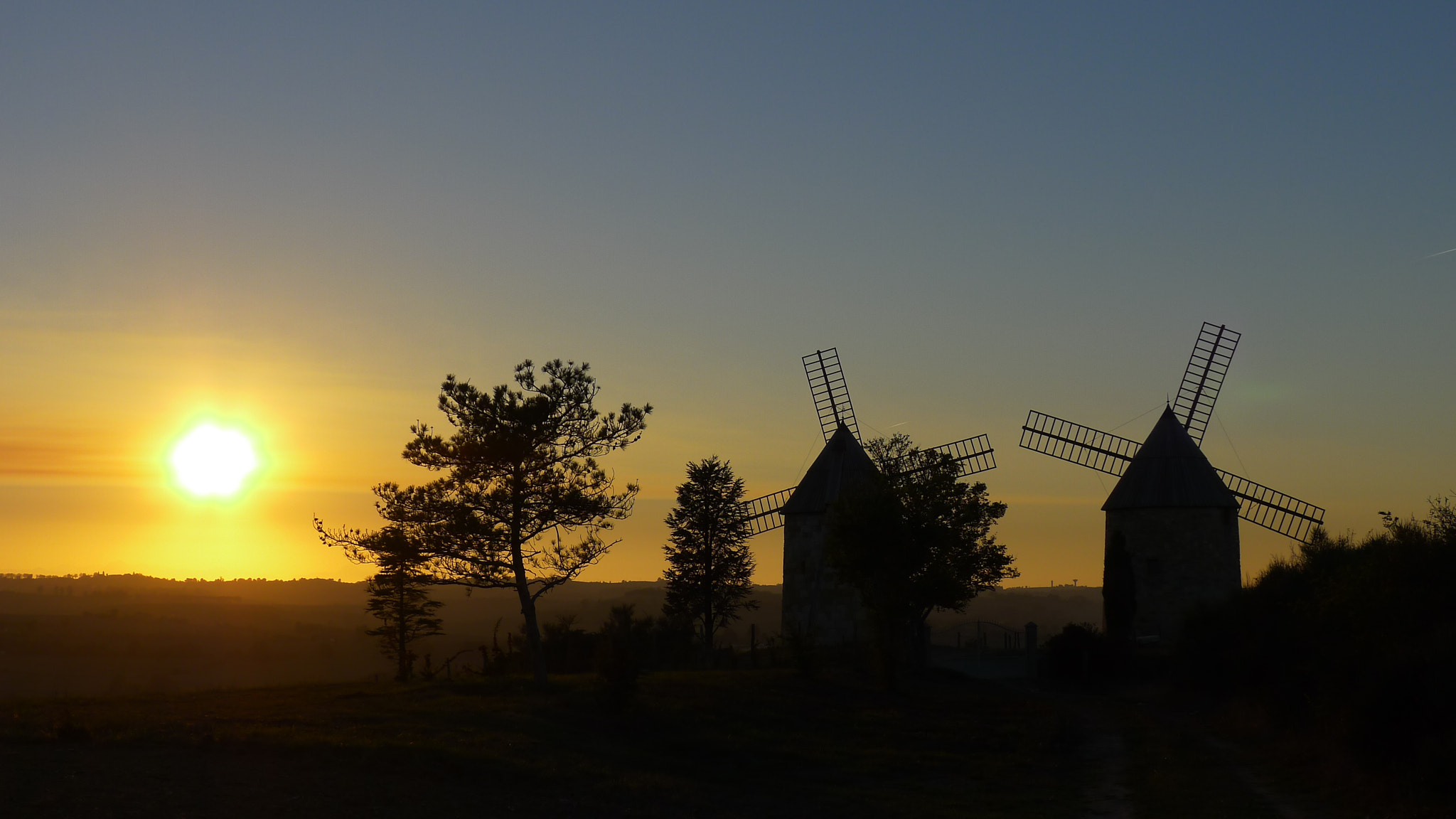
Les moulins de la Garde en octobre 2016.

- Église Saint-Jean-Baptiste de Lézat-sur-Lèze dont le clocher possède un carillon manuel de 16 cloches, récemment restauré. Elle est classée au titre objet des monuments historiques depuis 1986[56].
- Église de Villaret.
- Chapelle Saint-Antoine de Lézat-sur-Lèze.
- Croix des forgerons, dite croix de Durban, symbolise la virtuosité des artisans - forgerons, (tout comme l'escalier intérieur de l'Hôtel de ville), mais aussi la richesse des paysans par la représentation des différentes céréales. Elle est classée Monument historique depuis 1950[57].
- Abbaye Saint-Antoine-et-Saint-Pierre inscrite à l'inventaire des monuments historiques depuis 1988[58].
- Paire de moulins à vent de la Garde, situés à l'est du bourg au-delà de la Lèze sur une crête. Ces moulins pasteliers ont été restaurés dans leur apparence au milieu des années 2010[59].

### Personnalités liées à la commune
- Amanieu d'Albret (1478-1520), cardinal.
- Jules Lasbaysses (1831-1893), né à Lézat, député de l'Ariège, maire de Pamiers.
- Jules Esquirol (1881-1954), romancier, y est né.
- Louis-Henry Destel (1885-1962), né à Lézat, écrivain, poète, capitaine du Saint-Girons Sporting Club, champion de France en 1908 et 1914, auteur de nombreux romans dont l'action se situe en Ariège.
- François Verdier (1900-1944), résistant né à Lézat, chef régional des Mouvements unis de la Résistance, désigné pour occuper le poste de commissaire de la République, il est arrêté et torturé par la Gestapo le 13 décembre 1943 à Toulouse et assassiné le 27 janvier 1944 en forêt de Bouconne.
- Jacques Fauché (1927-2013), peintre, professeur aux beaux-arts de Toulouse, proche de Fernand Léger.
- Jacques Dupont (1928-2019), champion de France amateur, champion de France militaire sur route, champion olympique en 1948 aux Jeux olympiques d'été de 1948, remporte la course Paris-Tours, (Octobre 1951) à 42 km/h de moyenne, puis Paris-Tours en 1955 et a détenu le record de la meilleure moyenne, « le ruban bleu », à plus de 43 km/h, en 1954 il remporte le championnat de France sur route, arrive second de la course Bordeaux-Paris en 1955.

## Économie

### Revenus
En 2018, la commune compte 985 ménages fiscaux, regroupant 2 165 personnes. La médiane du revenu disponible par unité de consommation est de 20 430 € (19 820 € dans le département). 40 % des ménages fiscaux sont imposés (40,7 % dans le département).

### Emploi
| Division       | 2008  | 2013   | 2018   |
| -------------- | ----- | ------ | ------ |
| Commune        | 5,6 % | 9,3 %  | 7,1 %  |
| Département    | 8,9 % | 11,1 % | 11,2 % |
| France entière | 8,3 % | 10 %   | 10 %   |

En 2018, la population âgée de 15 à 64 ans s'élève à 1 322 personnes, parmi lesquelles on compte 77,9 % d'actifs (70,8 % ayant un emploi et 7,1 % de chômeurs) et 22,1 % d'inactifs,. Depuis 2008, le taux de chômage communal (au sens du recensement) des 15-64 ans est inférieur à celui de la France et du département.
La commune fait partie de la couronne de l'aire d'attraction de Toulouse, du fait qu'au moins 15 % des actifs travaillent dans le pôle,. Elle compte 759 emplois en 2018, contre 814 en 2013 et 840 en 2008. Le nombre d'actifs ayant un emploi résidant dans la commune est de 951, soit un indicateur de concentration d'emploi de 79,8 % et un taux d'activité parmi les 15 ans ou plus de 53,2 %.
Sur ces 951 actifs de 15 ans ou plus ayant un emploi, 316 travaillent dans la commune, soit 33 % des habitants. Pour se rendre au travail, 82,8 % des habitants utilisent un véhicule personnel ou de fonction à quatre roues, 2,3 % les transports en commun, 9,6 % s'y rendent en deux-roues, à vélo ou à pied et 5,4 % n'ont pas besoin de transport (travail au domicile).

### Activités hors agriculture
191 établissements sont implantés  à Lézat-sur-Lèze au 31 décembre 2019. Le tableau ci-dessous en détaille le nombre par secteur d'activité et compare les ratios avec ceux du département,.
| Secteur d'activité                                                                                        | Commune | Commune | Département |
| Secteur d'activité                                                                                        | Nombre  | %       | %           |
| --- | ------- | ------- | ----------- |
| Ensemble                                                                                                  | 191     |         |             |
| Industrie manufacturière, industries extractives et autres                                                | 26      | 13,6 %  | (12,9 %)    |
| Construction                                                                                              | 32      | 16,8 %  | (14,2 %)    |
| Commerce de gros et de détail, transports, hébergement et restauration                                    | 45      | 23,6 %  | (27,5 %)    |
| Activités financières et d'assurance                                                                      | 6       | 3,1 %   | (2,8 %)     |
| Activités immobilières                                                                                    | 10      | 5,2 %   | (4,2 %)     |
| Activités spécialisées, scientifiques et techniques et activités de services administratifs et de soutien | 24      | 12,6 %  | (13,2 %)    |
| Administration publique, enseignement, santé humaine et action sociale                                    | 28      | 14,7 %  | (14,4 %)    |
| Autres activités de services                                                                              | 20      | 10,5 %  | (8,8 %)     |

Le secteur du commerce de gros et de détail, des transports, de l'hébergement et de la restauration est prépondérant sur la commune puisqu'il représente 23,6 % du nombre total d'établissements de la commune (45 sur les 191 entreprises implantées  à Lézat-sur-Lèze), contre 27,5 % au niveau départemental.
Les cinq entreprises ayant leur siège social sur le territoire communal qui génèrent le plus de chiffre d'affaires en 2020 sont : 
- Meubles Lanaspeze, commerce de détail de meubles (423 k€)
- Lolydol, vente à distance sur catalogue spécialisé (259 k€)
- Durand, contrôle technique automobile (187 k€)
- Savignol Eric, travaux d'installation d'eau et de gaz en tous locaux (162 k€)
- RVFO, travaux d'installation électrique dans tous locaux (93 k€)

L'agriculture basée sur la culture de céréales (maïs, blé…) a encore une place importante mais tend à diminuer en faveur de zones résidentielles liées à la proximité de l'agglomération toulousaine.
L'artisanat ainsi que le commerce y sont bien représentés.
Un pôle d'innovation collaborative sur 600 m² a ouvert en 2018 avec un hôtel d'entreprises, un espace de coworking et un atelier d'impression 3D.

### Agriculture
La commune fait partie de la petite région agricole dénommée « Coteaux de l'Ariège ». En 2010, l'orientation technico-économique de l'agriculture  sur la commune est la polyculture et le polyélevage.
|                                   | 1988  | 2000 | 2010 |
| --------------------------------- | ----- | ---- | ---- |
| Exploitations                     | 102   | 65   | 42   |
| Superficie agricole utilisée (ha) | 3 114 | 2768 | 2799 |

Le nombre d'exploitations agricoles en activité et ayant leur siège dans la commune est passé de 102 lors du recensement agricole de 1988 à 65 en 2000 puis à 42 en 2010, soit une baisse de 59 % en 22 ans. Le même mouvement est observé à l'échelle du département qui a perdu pendant cette période 48 % de ses exploitations. La surface agricole utilisée sur la commune a également diminué, passant de 3 114 ha en 1988 à 2 799 ha en 2010. Parallèlement la surface agricole utilisée moyenne par exploitation a augmenté, passant de 31 à 67 ha.

## Vie pratique

### Enseignement
Lézat-sur-Lèze fait partie de l'académie de Toulouse et compte une école maternelle et l'école élémentaire François-Rozès avec restauration scolaire. Sur le territoire de la commune se trouve également un collège portant le nom de François Verdier, en son hommage.

### Culture et festivités
- Foyer rural, danse, théâtre, bibliothèque, école de musique. L'association historique Urbain Gondal[65], présidée par Maryse Bouche, s'évertue depuis 1991 à rechercher et faire connaître l'histoire de Lézat-sur-Lèze.

### Activités sportives
- FC Lézat : équipe de football
- Le XV lézatois : équipe de rugby à XV
- Le coquelicot lézatois : équipe de basketball

## Pour approfondir